# Kalabrijské Apeniny
Kalabrijské Apeniny (italsky  Appennino calabro) je soustava horských pásem tvořící jižní část Jižních Apenin. Nachází se na jihu Itálie v Kalábrii. Nejvyšší horou Kalabrijských Apenin je Serra Dolcedorme (2 267 m) v masivu Pollino.

## Geografie
Kalabrijské Apeniny se rozkládají jižně od masivu Pollino, v regionu Kalábrie, až k Messinskému průlivu.

## Členění
Kalabrijské Apeniny tvoří čtyři hlavní krystalická pohoří:
- Catena Costiera
- Sila
- Serre
- Aspromonte

## Geologie
Kalabrijské Apeniny jsou tvořeny především krystalickými horninami. Základ tvoří žuly, granodiority a ruly, doplněné o metamorfované svory a fylity. Tyto horniny byly vyzdviženy do různých nadmořských výšek, místy až ke 2 000 m. Část z nich je překrytá druhohorními a třetihorními sedimenty.